# Министерство по делам парламента Индии
Министерство по делам парламента Индии занимается делами, относящимися к парламенту Индии, и работает в качестве связующего звена между двумя палатами, Лок сабха («Дом народа», нижняя палата) и Раджья сабха («Совет штатов», верхняя палата). Оно было создано в 1949 году как департамент, но теперь является полноправным министерством.

## Функции
- Оказывает секретарское обслуживание правительственного комитета по парламентским делам.
- Организует консультативные комитеты из членов парламента и договаривается об их встречах, во время и между сессиями.
- Ходатайствует перед другими министерствами с просьбой об оперативном и надлежащем заверении министров в парламент.
- Устанавливает сроки созыва и пророгации обеих палат парламента: роспуск Народной палаты и выступление Президента в парламенте
- Планирует и координирует законодательные и другие служебные дела в обеих палатах
- Действует как связь с лидерами различных партий и фракций, представленных в парламенте
- Устанавливает правительственную позицию для лоббистов по законопроектам и резолюциям
- Консультирует министерства по процедурным и другим парламентским вопросам
- Организует Соревнования Молодёжного парламента в школах и колледжах по всей стране
- Договаривается о заработной плате, пенсии и пособиях для должностных лиц парламента, членов парламента, а также для лидеров оппозиции